# Mons Mouton
 (février 2023).
Si vous disposez d'ouvrages ou d'articles de référence ou si vous connaissez des sites web de qualité traitant du thème abordé ici, merci de compléter l'article en donnant les références utiles à sa vérifiabilité et en les liant à la section « Notes et références ».
Mons Mouton est une montagne lunaire baptisée d'après Melba Mouton, mathématicienne à la NASA. Ce nom a été proposé par l'équipe VIPER et approuvé en 2023 par l'Union astronomique internationale.
Cette montagne est située près du pôle Sud lunaire et fait partie des 13 sites sélectionnés par la NASA pour y faire atterrir la mission Artemis III.